# Marino Quaresimin
Marino Quaresimin (Vicenza, 22 novembre 1937 – Vicenza, 20 marzo 2020) è stato un politico e sindacalista italiano.
È stato sindaco di Vicenza dal 1995 al 1998.

## Biografia
Nato a Vicenza, dopo il diploma tecnico si laureò in economia e commercio nel 1969. Lavorò in banca, dove ricoprì la carica di segretario provinciale dei sindacati bancari Fib–Cisl dal 1962 al 1980.
Entrato in politica nel 1980, venne eletto come consigliere della circoscrizione 3 nelle file della Democrazia Cristiana. Cinque anni dopo si candidò come consigliere comunale nella lista che appoggiava la rielezione del sindaco uscente Antonio Corazzin. Durante i mandati di Antonio Corazzin e il primo governo di Achille Variati ricoprirà i ruoli di assessore all'istruzione, ai servizi sociali, edilizia privata e lavori pubblici.
Dopo i cinque anni di governo Variati, il sindaco uscente scelse di candidarsi alla carica di consigliere regionale e Quaresimin venne ufficialmente candidato come suo successore tra le file del Partito Popolare Italiano (nato dalle ceneri della DC).
Venne eletto sindaco al ballottaggio delle elezioni amministrative del 1995: guidò una giunta di centrosinistra con l'appoggio della Lega Nord, che anche a livello nazionale aveva lasciato l'alleanza con Berlusconi. La giunta si presentò fin dall'inizio molto travagliata soprattutto dopo l'affermazione leghista alle elezioni politiche del 1996. Lo scontro si fece insostenibile sul tema del piano urbanistico cittadino. Il sindaco non volle mediare tra le posizioni opposte e decise di dimettersi anticipatamente nell'estate del 1998, scegliendo di non ricandidarsi in occasione del voto anticipato.
Ricoprì la carica di capogruppo in consiglio comunale dal 1999 al 2008 nelle file della Margherita.
Ricevette il conferimento a Cavaliere della Repubblica il 27 dicembre 1987 dal Presidente della Repubblica Cossiga e di Commendatore dal Presidente Ciampi il 23 maggio 2003.
L'8 novembre 2008 fu nominato dal sindaco Variati presidente di AMCPS. Dal 2009 fece parte nel CDA dell'AIM Spa. 
È morto il 20 marzo 2020, vittima della COVID-19. Era sposato e aveva tre figli.